# Jezioro Bieszkowickie
Jezioro Bieszkowickie – jezioro w Polsce położone na północny zachód od Bieszkowic w województwie pomorskim, w powiecie wejherowskim, w gminie Wejherowo, na obszarze leśnym Trójmiejskiego Parku Krajobrazowego. Wraz z sąsiednim jeziorem Zawiad pełni głównie funkcje rekreacyjno-turystyczne dla mieszkańców pobliskiego Wejherowa.
Ogólna powierzchnia: 11,3 ha.